# 29. Infanterie-Division (mot)
29. Infanterie-Division (mot) var ett tyskt infanteriförband under andra världskriget. Divisionen sattes upp som en vanlig infanteridivision under namnet 29. Infanterie-Division i oktober 1936 men konverterades i augusti 1939 till en motoriserad infanteridivision inför invasionen av Polen. Senare deltog den i invasionen av Frankrike som en del av 16. Armee. Under operation Barbarossa kom divisionen i huvudsak att tillhöra Panzergruppe 2. Divisionen erövrade Smolensk den 16 juli 1941 och bidrog därmed till att sluta den stora ficka som bildades väster om Smolensk. från inneslutningen togs 301 110 man som krigsfångar, man erövrade 3 205 stridsvagnar, 341 flygplan och ca 3 000 artilleripjäser. Divisionen tillhörde de delar av 4. Panzerarmee som fastnade i Stalingrad och kapitulerade i januari 1943. Resterna av divisionen användes för att sätta upp 29. Panzergrenadier-Division.

## Befälhavare
Divisionens befälhavare:
- Generalleutnant Gustav von Wietersheim oktober 1936 - 1 mars 1938
- Generalleutnant Joachim Lemelsen 1 mars 1938 - 7 maj 1940
- Generalmajor Willibald von Langermann und Erlenkamp 7 maj 1940 - 1 juli 1940
- Generalmajor Walter von Boltenstern 1 juli 1940 - 20 september 1941
- Generalmajor Max Fremerey 20 september 1941 - 25 september 1942
- Generalmajor Hans-Georg Leyser 25 september 1942 - 31 januari 1943

## Organisation
Divisionen organisation i september 1939:
- Infanterie-Regiment (motorisiert) 15
- Infanterie-Regiment (motorisiert) 71
- Infanterie-Regiment (motorisiert) 86
- Artillerie-Regiment (motorisiert) 29
- Pionier-Bataillon (motorisiert) 29
- Feldersatz-Bataillon 29
- Panzerabwehr-Abteilung 29
- Aufklärungs-Abteilung 29
- Infanterie-Divisions-Nachschubführer (motorisiert) 29
- Infanterie-Divisions-Nachrichten-Abteilung (motorisiert) 29